# Jasikovo
Jasikovo (Servisch cyrillisch Јасиково) is een plaats in de Servische gemeente Majdanpek. De plaats telt 717 inwoners (2002). De Vlachen vormen van oudsher de meerderheid van de bevolking.